# Холст, Теодор фон
Теодор фон Холст (англ. Theodor von Holst, полное имя — Теодор Ричард Эдвард фон Холст, англ. Theodor Richard Edward von Holst, 3 сентября 1810, Лондон, Великобритания — 14 февраля 1844, Лондон, Великобритания) — британский художник, предшественник викторианской сказочной живописи и прерафаэлитов.

## Биография

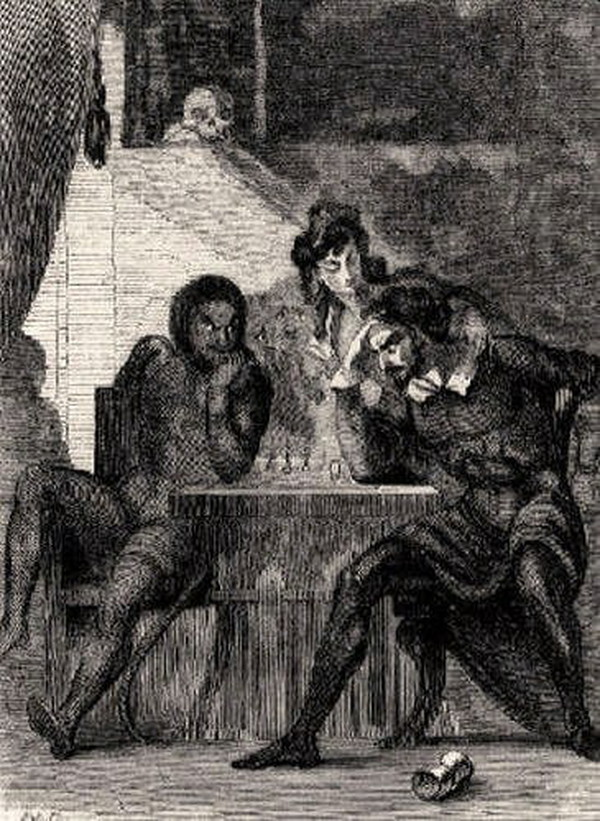
Сатана играет с человеком на его душу, гравюра 1847 года по рисунку Теодора фон Холста

Теодор фон Холст родился 3 сентября 1810 года в Лондоне. Его родители — прибалтийские немцы и подданные российского императора Маттиас и Катарина фон Холст поселились в Лондоне в 1807 году после эмиграции из Риги, спасаясь от последствий Наполеоновских войн. Его семья была весьма музыкальна; отец преподавал музыку, сам сочинял музыку и музицировал, внучатый племянник художника — Густав Холст, известный композитор. Теодор фон Холст родился в Лондоне, он был четвёртым из пяти детей Маттиаса и Катарины фон Холст. Рисунки и способности мальчика к живописи были отмечены художниками Иоганном Генрихом Фюссли и сэром Томасом Лоуренсом. Лоуренс даже купил за три гинеи карандашный рисунок античной статуи из Британского музея, сделанный десятилетним художником. В 1820 году семья Холста встретилась с Фюссли, хранителем художественной коллекции и профессором живописи в Королевской академии художеств, чтобы получить консультацию о способностях мальчика к живописи. Спустя четыре года Теодор (в возрасте всего четырнадцати лет) стал его учеником в художественной школе Королевской академии, при этом он часто посещал и мастерскую Лоуренса. Со времени зачисления в школу Холст принял смелый и оригинальный стиль своего наставника — Иоганна Генриха Фюссли. Несмотря на его смерть всего через год после начала обучения, воздействие личности Фюссли на ученика было настолько сильным, что он остался под его влиянием на протяжении всей своей короткой жизни. Некоторые из произведений Холста даже были ошибочно приписаны Фюссли. Согласно Максу Брауну в биографической статье из Оксфордского национального биографического словаря, «рекомендации Фюссли оказали мощное влияние на его художественное развитие, некоторые из его работ почти неотличимы от работ его учителя».
В 1827 году Холст впервые привлёк к себе внимание художественных критиков серией работ по мотивам «Фауста» Гёте. Он теперь сочетал стилистические элементы творчества Фюссли с мотивами мастеров итальянского Возрождения и немецких романтиков-назарейцев, восхищённых средневековьем. Художник впервые выставил свою картину в Королевской академии художеств в том же 1827 году в возрасте семнадцати лет, продолжал демонстрировать их там и в Британском институте до самой своей смерти.
В 1829 году художник посетил Германию и познакомился в Дрездене с иллюстратором и художником Морицем Ретчем. Существует мнение, высказанное, в частности, в The People's Journal, что рисунок Холста к гравюре «Сатана играет с человеком на его душу» (издана она была только в 1847 году, уже после смерти художника) был создан раньше гравюры на это же сюжет Морица Ретча. Однако Ретч обратил внимание на данный сюжет ещё в 1827 году, а тот факт, что оба художники встречались в Дрездене в 1829 году даёт приоритет немецкому художнику. Фон Холст также выставил несколько изображений на данную тему в конце 1830 года, одно из них было показано на выставке Королевского общества британских художников в 1838 году.
В основном творчество художника связано с книжной графикой. Фон Холст был первым художником, который проиллюстрировал роман Мэри Шелли «Франкенштейн» в 1831 году. Он иллюстрировал произведения Вергилия, Данте, Уильяма Шекспира, Мэри Шелли и Виктора Гюго. Сюжеты книг немецких романтиков, особенно произведения Гёте, Гофмана и Фридриха де Ла Мотт-Фуке, легли в основу почти половины его работ. Считается, что Фон Холст стал «самым плодовитым английским иллюстратором немецкой романтики». Как и Фюссли, фон Холст свои картины создавал в основном на литературные сюжеты.
В 1841 году художнику была присуждена премия Британского института в размере 50 гиней за картину «Воскрешение дочери Иаира». В том же году Королевская ассоциация поощрения изящных искусств Манчестера присуждает ему премию в размере 26,5 фунтов стерлингов за картину «Немецкий чайный сад в Дрездене» (англ. «A German Tea Garden at Dresden»).
Фон Холст умер от болезни печени в своем доме в Лондоне и был похоронен 21 февраля 1844 года. После смерти большинство находившихся в его собственности работ были распроданы 26 июня того же года на аукционе Кристис.

## Личная жизнь
Несмотря на мрачный и трагический характер творчества художник отличался тонким чувством юмора и приветливым характером. 17 августа 1841 года фон Холст женился на своей любимой модели — двадцатилетней Амелии Томазине Симмс Виллард (англ. Amelia Thomasina Symmes Villard). Жена художника отказалась позировать обнажённой, что породило его недовольство и привело к ссорам между супругами: он рассматривал её как бесплатную натурщицу, она требовала уважения своих супружеских прав. Детей у них не было. Молва утверждала, что скоропостижная смерть спасла художника от стилета, который хранила Амелия; она пылко его ревновала.

## Оценка творчества и его судьба

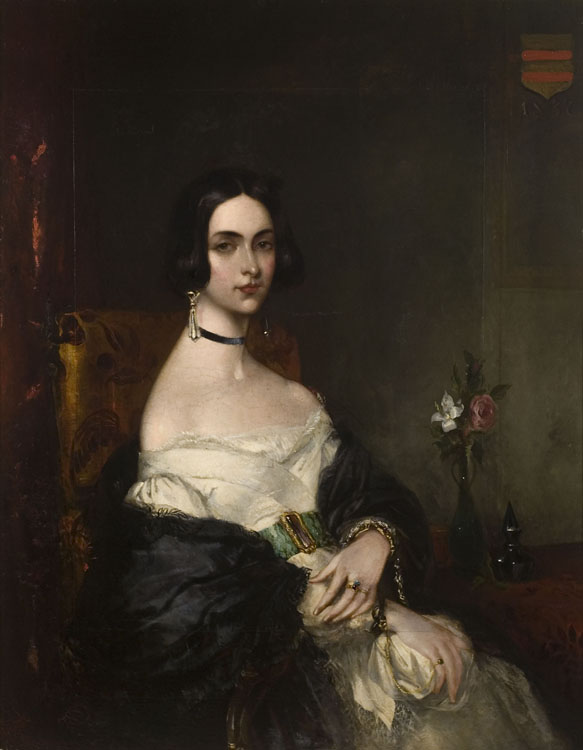
Теодор фон Холст (?). Портрет молодой леди, сидящей в кресле рядом с вазой с цветами, 1837

Как считает Браун, «хотя [фон Холст] обладал исключительным воображением и работы были встречены с одобрением, его выбор тем был не в ногу со временем и общественной вкусом. Его склонность к демоническому, сверхъестественному и эротике привела к забвению, которое является незаслуженным».
После смерти художник был забыт. Редкие восхищённые упоминания его отдельных работ встречаются в заметках Данте Габриэля Россетти и других прерафаэлитов. Данте Габриэль Россетти восхищался работами фон Холста и «считал его связующим звеном между старшим поколением английских романтических художников, таких как Фюссли и Уильям Блейк и кругом прерафаэлитов». На картине «Желание» (1840), как предполагают искусствоведы, запечатлена невеста художника, на которой он женился в следующем году. Светотень вызывает тревогу, красный свет усиливает напряжённость, подчёркивая и выделяя грудь и руки девушки в контрастной темноте остальной части сцены. Краска была нанесена слой за слоем на тёмную основу: эта техника привела в восхищение прерафаэлитов и даже стала причиной их собрания в ресторане West End, чтобы обсудить их впечатление от данной картины Теодора фон Холста. Отмечают, что Джон Эверетт Милле в своей картине «Подружка невесты» 1851 года обязан композицией и приёмами выполнения работы фон Холсту.
Известны два варианта картины фон Холста «Невеста» (один из них приобрела герцогиня Гарриет Сазерленд, именно он вызвал восхищение Россетти). Милле, который был безусловно знаком с этой работой, создал картину «Невеста» (1858), вдохновлённую фон Холстом. Искусствовед Брайан Сьюэлл указал влияние портретов итальянского Ренессанса, голландского реализма и немецких романтиков на портретное творчество фон Холста позднего периода его творчества. Искусствовед Герт Шифф указал, что Холст несколько раз вдохновлялся в своих работах стихотворением Шелли «Джиневра». Это история молодой флорентийской девушки, которая против своей воли выходит замуж за пожилого дворянина. После свадебной церемонии, перед которой она принимает решение оставить своего молодого возлюбленного, когда гости собираются на праздничный ужин, её муж находит супругу мёртвой на постели для новобрачных.
Интерес к творчеству художника возродился в 1960 году. Сорок девять его картин были представлены в разное время на крупных выставках в Лондоне и проданы затем через аукционы в музеи и частным коллекционерам. Первая его персональная выставка в новейшее время состоялась в Лондоне и Челтнеме в 1994 году. Был издан каталог известных к тому времени работ фон Холста. Его альбом был включён в экспозицию Готической выставки 2006 года в Британской галерее Тейт, а затем в музее Густава Холста в Челтнеме (англ. The Holst Birthplace Museum) в 2010 году. В 2012 году Галерея Тейт представила работы фон Холста на крупной выставке творчества прерафаэлитов как картины их прямого предшественника. С тех пор картины фон Холста представляли английское искусство на европейском музейном пространстве от Мадрида до Москвы.
В настоящее время фон Холст воспринимается искусствоведами как один из прямых предшественников викторианской сказочной живописи. Его картины и рисунки хранятся в настоящее время в крупных британских музеях.

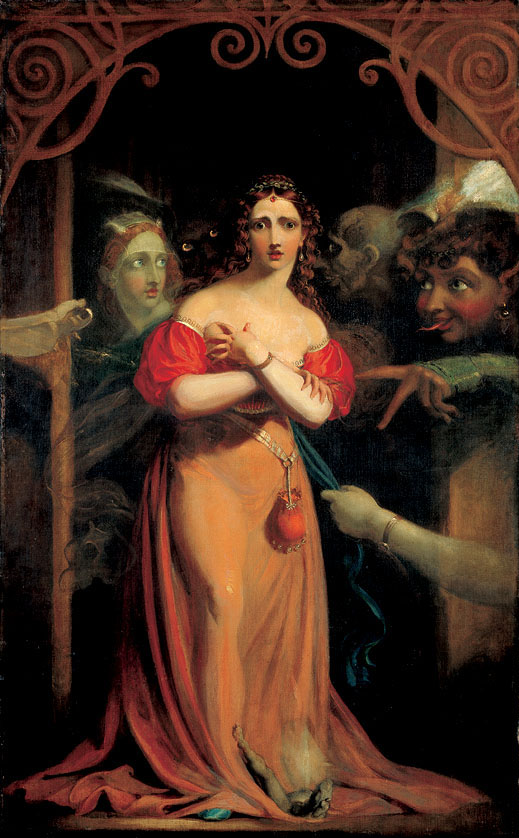
Теодор фон Холст. Бертальда, одолеваемая духами, около 1830
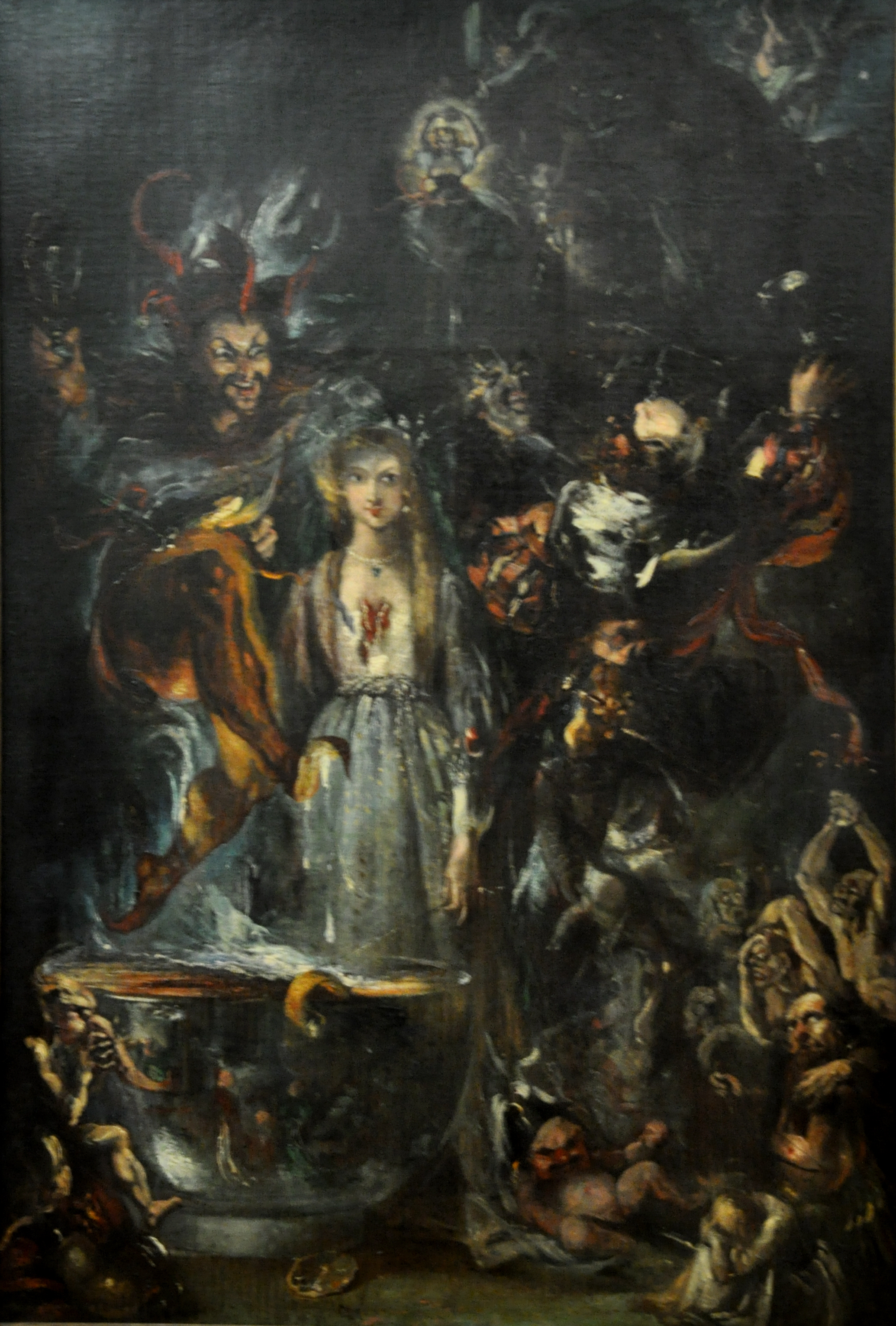
Теодор фон Холст. Фантазия на темы «Фауста» Гёте, 1834
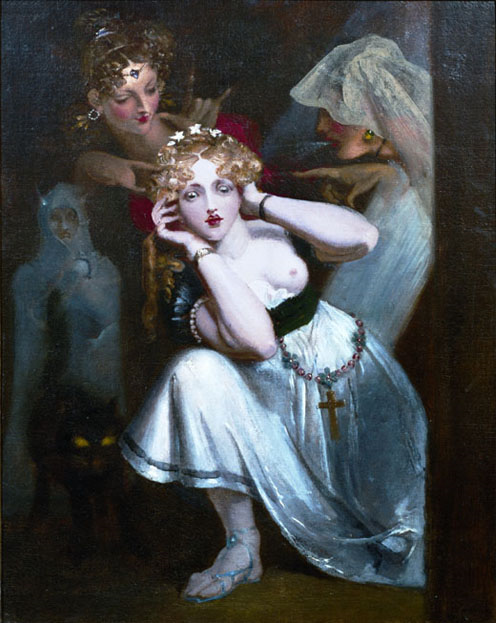
Теодор фон Холст. Бертальда, напуганная призраками, между 1830 и 1836
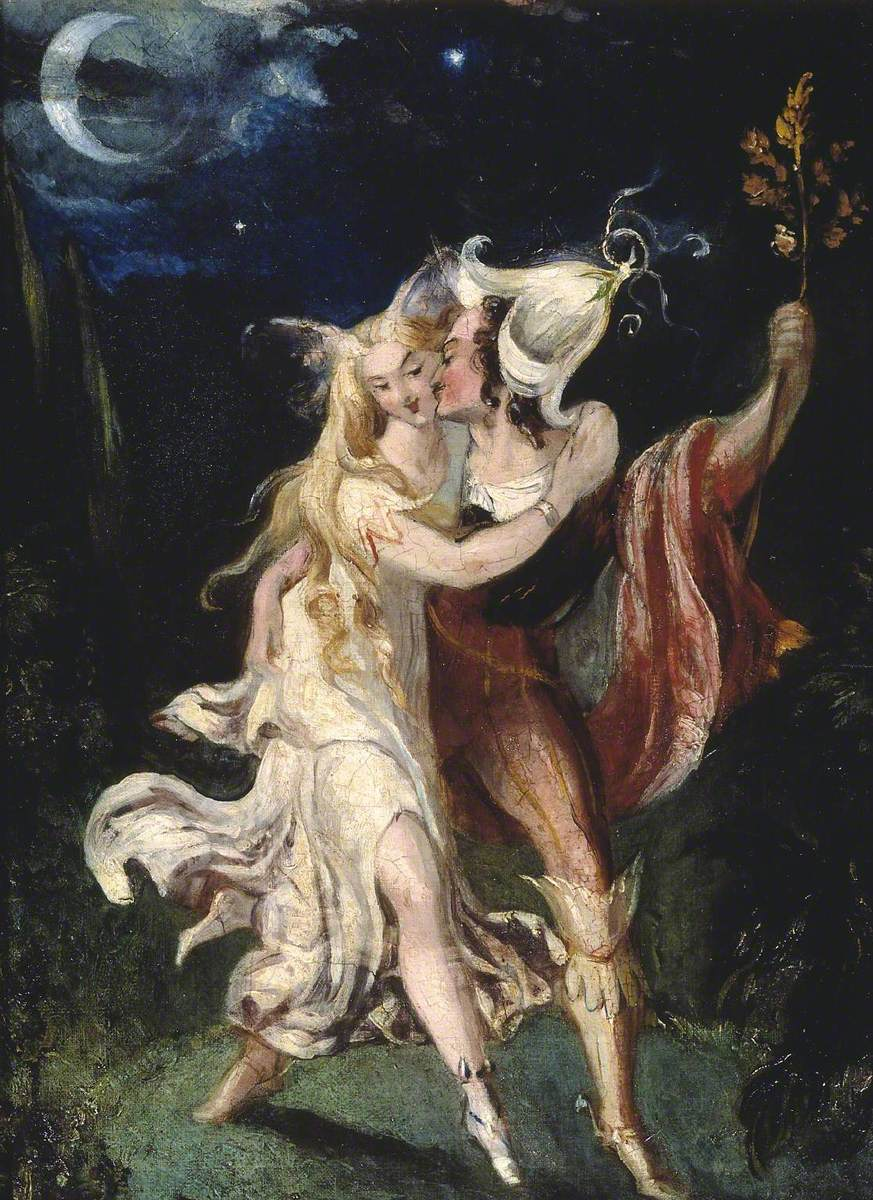
Теодор фон Холст. Волшебные любовники, около 1840
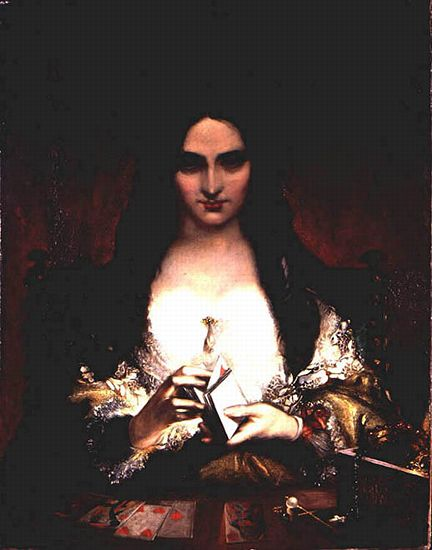
Теодор фон Холст. Желание, около 1840
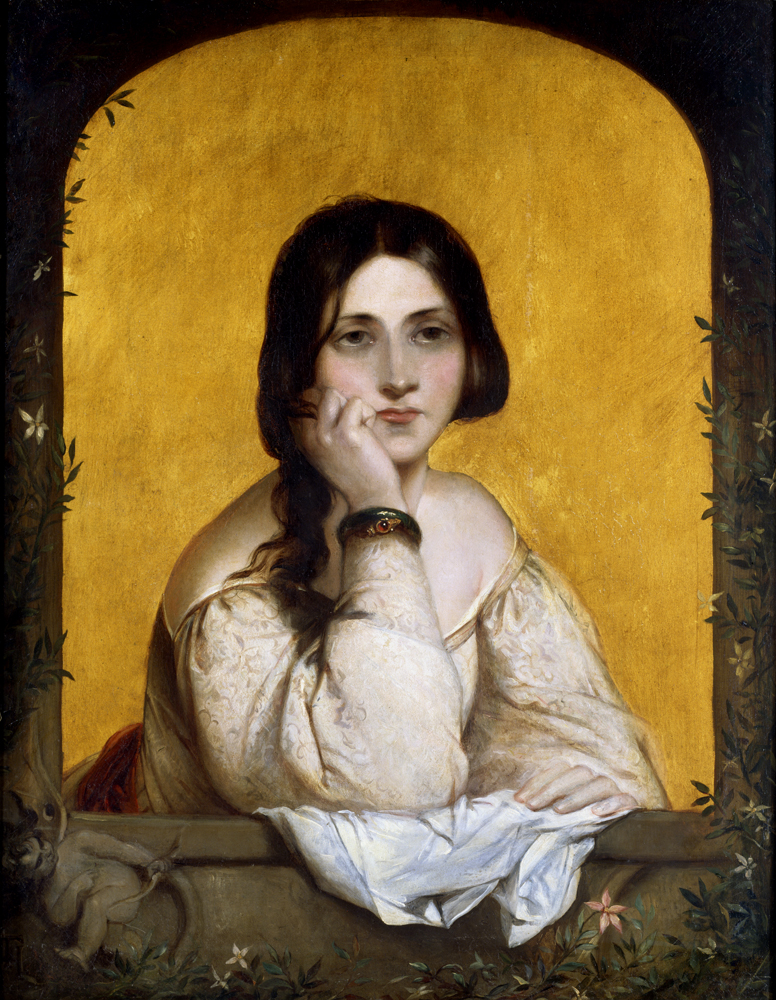
Теодор фон Холст. Невеста, 1842

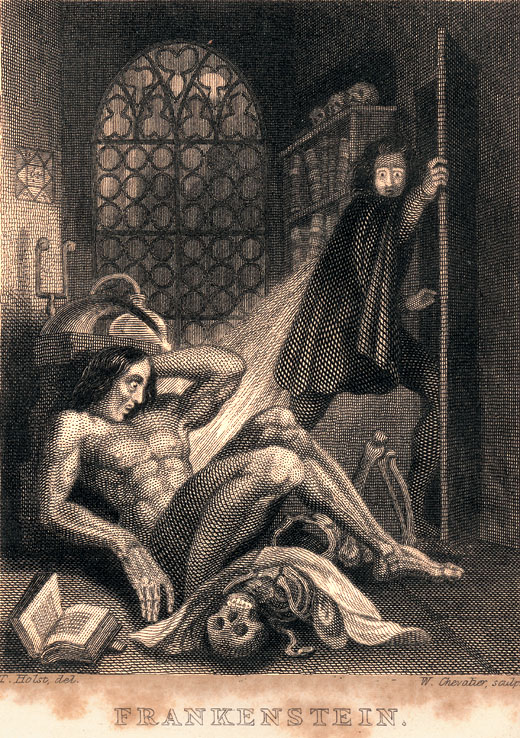
Теодор фон Холст. Иллюстрация к «Франкенштейну», 1831
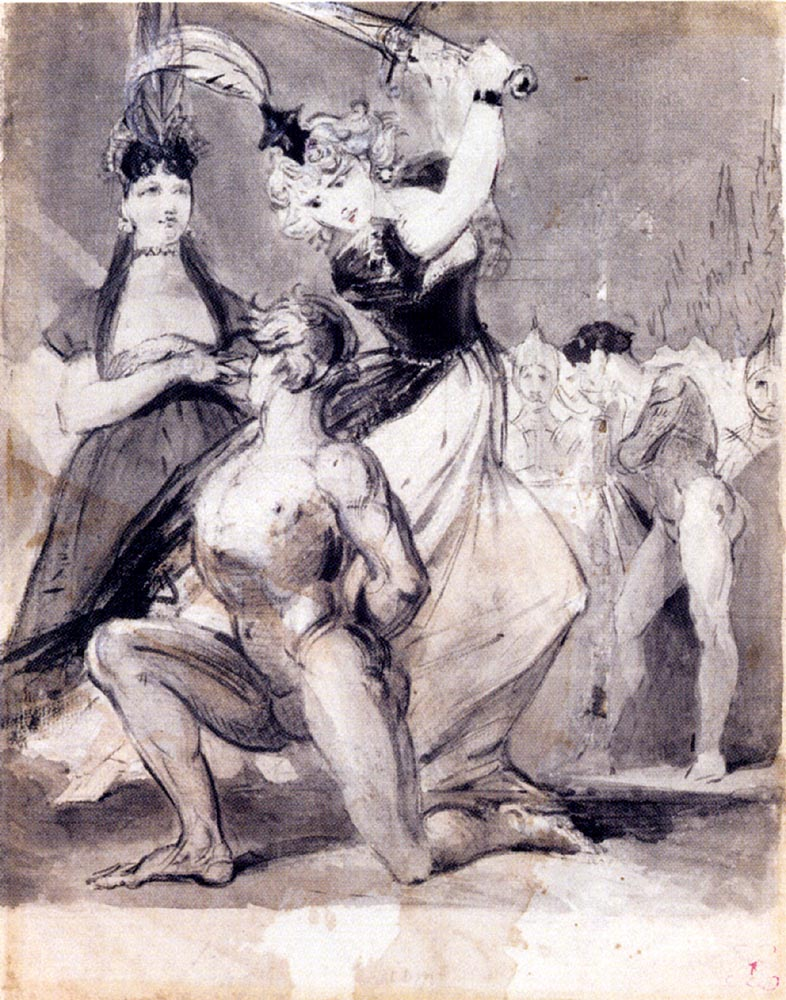
Теодор фон Холст. Юдифь и Олоферн
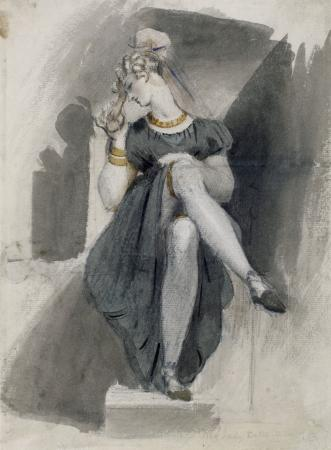
Теодор фон Холст. Леди